# Джанабаєва Альбіна Борисівна
Джанаба́єва Альбі́на Бори́сівна (рос. Джанабаева Альбина Борисовна; нар. 9 квітня 1979, Волгоград, Російська РФСР, СРСР) — російська співачка, колишня солістка українського жіночого поп-гурту «ВІА Гра» (2004—2013).

## Життєпис
Народилася 9 квітня 1979 у Волгограді, Російська РФСР, СРСР.
Батько — геолог, мати — домогосподарка. В інтерв'ю газеті «Комсомольська правда» стверджувала, що її історичною батьківщиною є Казахстан. Закінчила музичну школу по класу фортепіано. Також співала у шкільному хорі. У 17 років приїхала до Москви, де вступила до Державного музичного училища імені Гнєсіних. Під час навчання активно розвивалася, знімаючись в рекламі та кіно, беручи участь у різних театральних постановках.
Закінчивши навчання, три місяці працювала за контрактом у Кореї: брала участь у мюзиклі «Білосніжка і сім гномів», в якому виконувала партію Білосніжки-іноземки корейською. Після закінчення трьох місяців розірвала контракт з корейцями, оскільки Валерій Меладзе запросив працювати бек-вокалісткою в його команді. Через 2 роки, у 2004, народила сина Костянтина. Відразу після цього отримала пропозицію від продюсерів групи «ВІА Гра» Дмитра Костюка та Костянтина Меладзе — стати солісткою даного колективу у зв'язку з відходом Анни Сєдокової. Була змушена відмовитися. На вакантне місце в «ВІА Гру» була взята Світлана Лобода, але з деяких причин нова вокалістка була звільнена, і продюсери знову звернулися до з тією ж пропозицією. Цього разу вона погодилась. Дебютом в гурті став кліп на пісню «Світ, про який я не знала до тебе» (рос. Мир, о котором я не знала до тебя).
У 2009 з сином Костею взяла участь на фестивалі «Дитяча Нова Хвиля» спільно з Надією Мейхер та її сином Ігорем.
З 2009 почала вчитися на психологиню. У 2010 стала обличчям компанії «Love Republic», що виробляє модний жіночий одяг, білизну та аксесуари.
У 2013 році була наставницею у шоу «Хочу в Віа Гру».